# Signorův–Lippsův jev
Signorův-Lippsův jev nebo Signorův-Lippsův efekt je označení paleontologického jevu vyjádřeného Philipem Signorem a Jerem Lippsem, jehož důsledkem je možná významná nepřesnost ve vztahu mezi obdobím, kdy nějaký organismus žil, a mezi obdobím, ze kterého jsou jeho fosilie. Podstatou jevu je, že vzhledem k tomu, že jen malá část zástupců taxonu zanechá fosilní záznam, nelze předpokládat, že záznam zanechali právě poslední či první zástupci druhu, naopak, je pravděpodobné, že se taxon vyskytoval i dříve a později než v období, z kterého je první respektive poslední fosilní záznam.
Jev je výraznou obtíží například při ověřování teorií hromadného vymírání.